# フィデナエの戦い (紀元前437年)
フィデナエの戦い（フィデナエのたたかい）は、紀元前437年に発生した、独裁官マメルクス・アエミリウス・マメルキヌスと、ウェイイ「王」ラルス・トルムニウス（en）が率いるフィデナエ、ファルスキ、カペナのエトルリア連合軍の戦いである。ローマが勝利した。

## 背景

### ローマ側
ローマでは、長年に渡ってパトリキ（貴族）とプレブス（平民）の争いが続いていた。紀元前438年には、パトリキから選ばれる定数2人の執政官（コンスル）に代わり、プレブスも就任可能なトリブヌス・ミリトゥム・コンスラリ・ポテスタテ（執政武官）が設けられ、軍の指揮を執ることになった。執政武官には有名なキンキナトゥスの息子で同名のルキウス・クィンクティウス・キンキナトゥス、マメルクス・アエミリウス・マメルキヌス、ルキウス・ユリウス・ユッルス（en）が執政武官に就任した。

### フィデナエ側
他方、ローマの植民都市となっていたフィデナエ（元はエトルリア人都市）は、ローマに反旗を翻して、近隣のエトルリア人都市であるウェイイと同盟した。
フィデナエはローマとの同盟を破棄したが、ウェイイの王トルムニウスはフィデナエの決心が変わらないように、ローマが詰問のために派遣した3人の使節を殺害した。

### 独裁官任命
ローマは翌紀元前437年の執政官に戦争を委ねることとし、マルクス・ゲガニウス・マケリヌスとルキウス・セルギウス・フィデナス（en）が執政官に選出され、軍の指揮をとることとなった。
ルキウス・セルギウスは直ちにローマ軍を率い、トルムニウスが率いる敵の大軍に向かった。トルムニウスはアニノ川沿いに野営していた。ローマ軍は勝利を得たものの損害も大きく、このため以降の戦争のために独裁官を選出することとした。
マメルクス・アエミリウス・マメルキヌスが独裁官となり、マギステル・エクィトゥム（騎兵長官：実際には副指令）には前年の同僚執政武官であったルキウス・クィンクティウス・キンキナトゥス、既に6回の執政官を経験しているベテランのティトゥス・クィンクティウス・カピトリヌス・バルバトゥスおよびマルクス・ファビウス・ウィブラヌスが選らばれた。

## 戦闘

### 布陣
エトルリア連合軍はローマの田園地帯からフィデナエ周辺の丘の上に一旦撤退し、ファルスキとカペナからの援軍が来るのを待って、フィデナエの城外に野営地を設営した。他方、ローマ軍はアニオ川とテヴェレ川の合流地点に野営地を設営し、その防備を強化した。
ローマは直ぐにでも戦闘を開始したかった。トルムニウスはフィデナエの戦意を疑ってはいたが、遠方から遠征してきたファルスキが即戦を望んだこともあり、戦意を固めた。
トルムニウスはウェイイ兵を右翼に、フィデナエ兵を中央に、ファルスキとカペナ兵を左翼に配置した。マメルクス・アエミリウスはティトゥス・クィンクティウスをフィデナエ兵に、ティトゥス・クィンクティウスをウェイイ兵に、ファルスキ・カペナ兵には予備兵力を当てることとした。

### 推移
マメルクス・アエミリウスは騎兵の指揮を騎兵長官に任せ、彼自身は戦場全体の歩兵の指揮に集中したが、野営地防衛のためにマルクス・ファビウスに一部の兵を与えていた。このため、戦闘が激しくなったときにエトルリア騎兵がローマ軍野営地に奇襲をかけてきたが、ローマ軍は決定的な反撃を行うことが出来た。
ローマ軍はまず騎兵を突撃させ、続いて戦意に燃える歩兵が続いた。エトルリア軍はローマ軍の圧力に抗することができなかった。騎兵は激しく抵抗し、特に最強の騎兵であったトルムニウスは激しく戦ったため、ローマ軍も長時間苦戦することとなったが、最後は撃破され戦場から離脱した。ローマ軍はこれを追撃した。
転機はアウルス・コルネリウス・コッススが一騎打ちでトルムニウスを倒したことで訪れた。
アウルス・コルネリウスはトルムニウスの馬に飛び移り、落馬させると自分も馬から飛び降りた。トルムニウスが立ち上がろうとすると、楯で背中を押し付け、何度も打ちつけ、槍で突き殺した。リネン製の胸当てを剥ぎ取ると首を取り、それを自分の槍先に突き刺し、それを見せながら敵前に向かった。敵兵は恐怖のあまり撤退した。
トルムニウスが戦死すると、エトルリア兵は逃走したが、ウェイイの農村地帯まで追ってきたローマ軍に虐殺された。コッススはこの手柄により、ローマ最高の勲章であるスポリア・オピーマを得たともされるが、リウィウスはこれに疑問を呈している。
この勝利によって、ローマに帰還したマメルクス・アエミリウスは、凱旋式を挙行する栄誉を得た。

## 参考資料
1. ↑  Livy, Ab Urbe condit , IV, 2, 20.
2. 1 2 3 4  Livy, Ab Urbe condit , IV, 2, 17.
3. 1 2  Livy, Ab Urbe condit , IV, 2, 18.
4. 1 2  Livy, Ab Urbe condit , IV, 2, 19.
5. ↑  Livy, Ab Urbe condit , IV, 2, 17-19.